# Portanus spinosus
Portanus spinosus är en insektsart som beskrevs av Delong 1982. Portanus spinosus ingår i släktet Portanus och familjen dvärgstritar. Inga underarter finns listade i Catalogue of Life.